# Heerlijkheid Meinerswijk

Wapen van de heerlijkheid Meijnerswijk

De heerlijkheid Meinerswijk (ook: Meijnerswijk) was een heerlijkheid in het uiterwaardengebied van de stad Arnhem, gelegen op de zuidelijke oever van de Rijn. ‘t Huys Meinerswijk, ook wel kasteel van Arnhem genoemd, was het centrale punt van de heerlijkheid.
Het kasteel heeft twee belangrijke bewoners gekend. De eerste was legeraanvoerder Maarten van Rossum die van ongeveer 1514 tot 1543 voor de Gelderse zaak vocht tegen de Habsburgers. De tweede was Barthold van Gent, die als onderhandelaar in 1648 namens Gelderland de Vrede van Münster ondertekende, waarmee een einde kwam aan de Tachtigjarige oorlog tussen Nederland en Spanje.
In 1826 kocht bankier graaf Van Ranzow het landgoed Meinerswijk inclusief 't Huys Meinerswijk van de stad Arnhem. In 1850 was het huis verhuurd aan S. Murkens, die bij het gebouw een theetuin had gemaakt, waar welgestelde Arnhemse gezinnen graag vertoefden. Het huis werd in 1853 afgebroken. In Meinerswijk is niets meer te vinden van 't Huys Meinerswijk. Een pentekening van Jan de Beijer uit 1742 is een van de weinige weergaven van het gebouw.

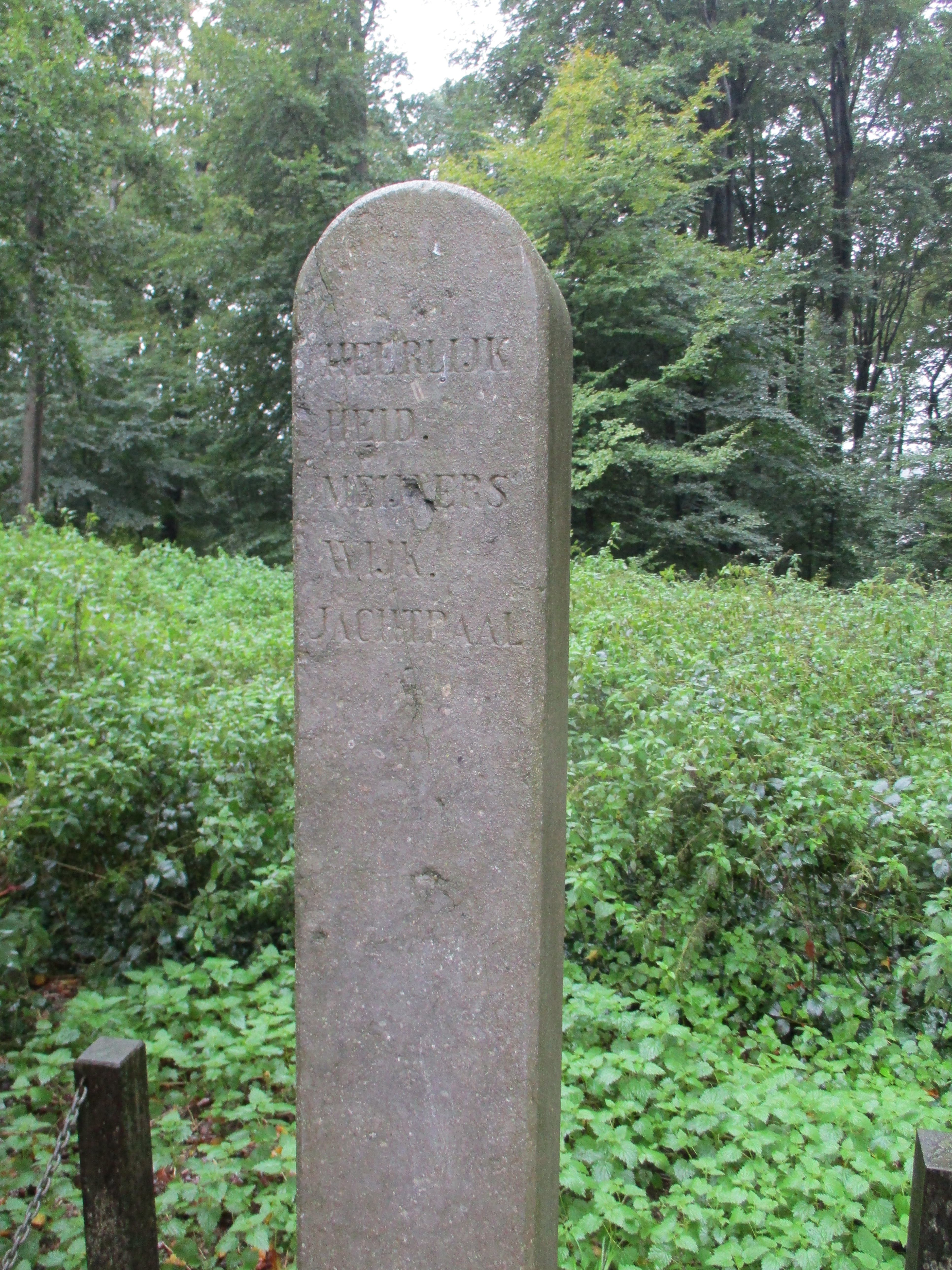
Nederlands Openluchtmuseum: Jachtpaal Meinerswijk

In het Nederlands Openluchtmuseum is een grenspaal van het jachtgebied van de heerlijkheid opgesteld. Inscriptie op de paal: "HEERLIJKHEID MEIJNERSWIJK JACHTPAAL". Deze paal heeft oorspronkelijk gestaan waar nu de Spoorbrug Oosterbeek is. Een tweede paal stond bij de Schipbrug Arnhem.